# IRTジェローム・アベニュー線
IRTジェローム・アベニュー線（IRT Jerome Avenue Line）は、ニューヨーク市地下鉄のAディビジョンに属し、ニューヨーク・ブロンクス区のジェローム・アベニューに沿って運行されている地下鉄路線である。非公式に、IRTウッドローン線 (IRT Woodlawn Line) とも呼ばれる。当初は、インターボロー・ラピッド・トランジットが運営していた路線で、デュアル・コントラクトに基づく地下鉄網拡張計画の一環として建設され、1917年から1918年にかけて開通した。高架線の区間と地下線の区間があり、161丁目-ヤンキー・スタジアム駅が高架区間の南端である。ウッドローン駅の南から138丁目-グランド・コンコース駅までの間は3本の線路がある。ウッドローン線には、4系統用の車両が留置されるジェローム車両基地への連絡が、ベッドフォード・パーク・ブールバード-リーマン・カレッジ駅の北側にある。

## 運行系統と範囲

### 運行パターン
| 系統           | 時間帯     | 区間                                          | 区間                                             |
| 系統           | 時間帯     | ウッドローン駅 149丁目-グランド・コンコース駅 | 138丁目-グランド・コンコース駅北側 125丁目駅北側 |
| -------------- | ---------- | --------------------------------------------- | ------------------------------------------------ |
|                | ラッシュ時 | 各駅停車                                      | 急行                                             |
| その他の時間帯 | 各駅停車   | 各駅停車                                      |                                                  |
|                | 深夜以外   | 運行なし                                      | 各駅停車                                         |
| 深夜           | 運行なし   | 運行なし                                      |                                                  |

ジェローム・アベニュー線では、4系統の列車が138丁目-グランド・コンコース駅以外に各駅停車で終日運行されており、138丁目-グランド・コンコース駅には4系統の列車がラッシュ時混雑方向以外の終日停車するとともに、5系統の列車が深夜以外の終日停車する。
ジェローム・アベニュー線で急行運転を行う評価のための実験プログラムの一環として、2009年6月8日から6月26日までの間、MTAでは7時15分から8時までの間に急行線で4本の南行急行列車を運転した。この列車は、ウッドローン駅、モショル・パークウェイ駅、バーンサイト・アベニュー駅、149丁目-グランド・コンコース駅に停車した後、通常の運行系統になった。2009年10月26日から12月11日まで、さらなる実験プログラムとして、ベッドフォード・パーク・ブールバード-リーマン・カレッジ駅も停車駅に加えられた。また急行列車は5本となり、7時から8時20分の間に20分おきに運行された。
夕ラッシュ時には、167丁目駅から急行線を走りバーンサイド・アベニュー駅止まりの列車が設定されている。

### 路線解説
この路線の名前は、ジェローム・アベニューに由来しているが、路線のもっとも南部はグランド・コンコースの下を通っている。149丁目駅より北のフランツ・シゲル・パーク付近で、路線は北西方向へ曲がり、ジェラード・アベニューの下のトンネルからイースト153丁目の北で地上に顔を出し、イースト157丁目との交差点のすぐ南側で、リバー・アベニューの上の高架線となる。161丁目-ヤンキー・スタジアム駅のすぐ北で、ゲートナンバー8と164丁目駐車場の東の橋の間、そして162丁目と164丁目の交差点の間で、かつてのIRT9番街高架線の残骸に出会う。167丁目駅のほぼ1ブロック先で、リバー・アベニューが西169丁目の交差点との交差点で合流することから、路線は最終的に名前の由来となっているジェローム・アベニューへと入る。
残りの区間はほとんどジェローム・アベニューの上を走る。マウント・イーデン・アベニュー駅の北端は、クロス・ブロンクス高速道路から見える。歴史のあるコンコース車両基地の北西側の入口を過ぎ、198丁目の北で、ジェローム・アベニューは線路よりいくらか東側にずれる。ベッドフォード・パーク・ブールバード-リーマン・カレッジ駅の北で、ジェローム・アベニューが再び線路の下に戻り、東205丁目との交差点と、西205丁目との間で、ジェローム車両基地への支線が北西方向へ分岐する。最終的にIRTジェローム・アベニュー線はウッドローン駅で終わるが、ジェローム・アベニュー自体は北へメジャー・ディーガン高速道路へと続いている。

## 歴史
20年以上にわたって、ブロンクス西部の住民に軌道系交通機関を提供するという要望があった。最初の地下鉄が構想された際に、この地域への支線が検討されたが、財務的な理由により、そうした路線の建設は不可能であるとされた。1905年6月1日に開催された高速交通理事会で、それまで交通機関が十分に提供されていなかったブロンクス区の西部に路線を伸ばす目的の15番、16番、17番の3本の地下鉄路線が採用された。15番は、ジェローム・アベニューの下に建設される複々線の地下鉄で、162丁目からIRT9番街線と接続することになっていた。16番は、ジェローム・アベニューに沿って3線の高架鉄道として計画され、クラーク・プレースからウッドローンまで北に延びることになっていた。17番は、ジェローム・アベニュー線の南部の接続路線を形成するジェラード・アベニュー下の地下鉄の建設を必要としていた。これら3つの選択肢のうち、1905年7月15日に評価委員会によって15番が承認され、その2週間後にはジョージ・マクレラン市長も承認した。
地質上の理由で、当時の建設技術ではプロジェクトが非常に高額になってしまうため、ジェラード・アベニューの下に地下鉄を建設する提案は1908年6月16日に破棄された。その代わりに、リバー・アベニュー線などとして呼ばれていた23番の路線を委員会は採択した。この計画では、高架線と地下鉄の組み合わせでレキシントン・アベニュー線に接続することになっていた。この経路はジェローム・アベニュー線の一部として用いられた。このルートは評価委員会によって1908年6月26日に承認され、4日後に市長からも承認された。
1913年3月19日に調印されたデュアル・コントラクトにより、ニューヨークにおける都市鉄道の建設・改良・運営に関する契約が結ばれた。この契約が「デュアル」と呼ばれるのは、ニューヨーク市と2つの民間企業（インターボロー・ラピッド・トランジットとブルックリン・ラピッド・トランジット）の間で結ばれたからで、3者が協力することでデュアル・コントラクトで定められた建設計画を実現することになっていた。デュアル・コントラクトでは、ブロンクスで何本かの路線の建設を約束していた。第3契約の一環として、IRTはブロンクスのジェローム・アベニューに沿って高架路線を建設することに合意した。
この路線の最初の区間として、キングスブリッジ・ロードから149丁目までのシャトル運転が1917年6月2日に開業した。キングスブリッジ・ロードでは、南行のプラットホームのみが供用されていた。これは事前営業であり、1918年7月17日からIRTレキシントン・アベニュー線への直通運転が始まった。1918年4月15日には、キングスブリッジ・ロードからウッドローンまで延長された。この路線の建設により、ジェローム・アベニュー沿いの開発が促進され、周辺地域の発展につながった。
ジェローム・アベニュー線の建設費は約700万ドルで、このうち約300万ドルが高架線区間に、約400万ドルが地下線区間に費やされた。
1918年にIRT9番街線がポロ・グラウンズターミナルから延長され、パットナム橋（マコームズ・ダム橋のすぐ北側にあった、今は撤去された旋回橋）を渡ってブロンクスへと入った。これにより、161丁目と167丁目の間でジェローム・アベニュー線とつながった。IRT9番街線の南部の区間が1940年6月12日に廃止されたのち、ニューヨーク・ジャイアンツがサンフランシスコに移転してサンフランシスコ・ジャイアンツとなった後までポロ・グラウンズへのシャトル運転を行っていた。このシャトル運転は1958年8月31日に廃止となった。

## 駅一覧
| 凡例                                                    | 凡例                             |
| ------------------------------------------------------- | -------------------------------- |
| Stops all times                                         | 終日停車                         |
| Stops all times except late nights                      | 深夜を除き終日停車               |
| Stops all times except rush hours in the peak direction | ラッシュ時混雑方向以外の終日停車 |
| Stops rush hours only                                   | ラッシュ時のみ停車               |
| Stops rush hours in peak direction only                 | ラッシュ時の混雑方向のみ停車     |
| 時間帯詳細                                              |                                  |

| 所在地 （おおよその位置）                     | バリアフリー・アクセス                                               | 駅                                                        | プラットホーム | 停車列車 | 開業日        | 乗換および備考                                                                          |
| --------------------------------------------- | -------------------------------------------------------------------- | --------------------------------------------------------- | -------------- | -------- | ------------- | --------------------------------------------------------------------------------------- |
| ブロンクス区                                  |                                                                      |                                                           |                |          |               |                                                                                         |
| ノーウッド                                    |                                                                      | ウッドローン駅                                            |                | 4        | 1918年4月15日 | 終点                                                                                    |
| ノーウッド                                    | 中央の急行線開始（149丁目-グランド・コンコース駅までは定期運行なし） |                                                           |                |          |               |                                                                                         |
| ノーウッド                                    |                                                                      | モショル・パークウェイ駅                                  | 緩行           | 4        | 1918年4月15日 |                                                                                         |
| ジェローム車両基地への連絡線                  |                                                                      |                                                           |                |          |               |                                                                                         |
| ベッドフォード・パーク                        |                                                                      | ベッドフォード・パーク・ブールバード-リーマン・カレッジ駅 | 緩行           | 4        | 1918年4月15日 |                                                                                         |
| コンコース車両基地への連絡線                  |                                                                      |                                                           |                |          |               |                                                                                         |
| キングスブリッジ・ハイツ                      |                                                                      | キングスブリッジ・ロード駅                                | 緩行           | 4        | 1917年6月2日  |                                                                                         |
| ユニバーシティハイツ                          | バリアフリー・アクセス                                               | フォーダム・ロード駅                                      | 緩行           | 4        | 1917年6月2日  | Bx12セレクトバスサービス                                                                |
| ユニバーシティハイツ                          |                                                                      | 183丁目駅                                                 | 緩行           | 4        | 1917年6月2日  |                                                                                         |
| モリスハイツ                                  |                                                                      | バーンサイド・アベニュー駅                                | 緩行/急行      | 4        | 1917年6月2日  |                                                                                         |
| モリスハイツ                                  |                                                                      | 176丁目駅                                                 | 緩行           | 4        | 1917年6月2日  |                                                                                         |
| ハイブリッジ                                  |                                                                      | マウント・イーデン・アベニュー駅                          | 緩行           | 4        | 1917年6月2日  |                                                                                         |
| ハイブリッジ                                  |                                                                      | 170丁目駅                                                 | 緩行           | 4        | 1917年6月2日  |                                                                                         |
| ハイブリッジ                                  |                                                                      | 167丁目駅                                                 | 緩行           | 4        | 1917年6月2日  |                                                                                         |
| ハイブリッジ                                  | バリアフリー・アクセス                                               | 161丁目-ヤンキー・スタジアム駅                            | 緩行           | 4        | 1917年6月2日  | B D （INDコンコース線） メトロノース鉄道ハドソン線連絡（ヤンキース E. 153ストリート駅） |
| 4 系統の列車は中央の急行線に/から転線         |                                                                      |                                                           |                |          |               |                                                                                         |
| モットヘイブン                                |                                                                      | 149丁目-グランド・コンコース駅                            | 緩行/急行      | 4        | 1917年6月2日  | 2 5 （IRTホワイト・プレーンズ・ロード線）                                               |
| モットヘイブン                                | IRTホワイト・プレーンズ・ロード線からの連絡線合流（5 ）              |                                                           |                |          |               |                                                                                         |
| モットヘイブン                                |                                                                      | 138丁目-グランド・コンコース駅                            | 緩行           | 4 5      | 1918年7月17日 | 当初はモットヘイブン・アベニュー駅という名前であった                                    |
| モットヘイブン                                | 中央の急行線終了                                                     |                                                           |                |          |               |                                                                                         |
| IRTレキシントン・アベニュー線へ通じる（4 5 ） |                                                                      |                                                           |                |          |               |                                                                                         |